# Mainz Golden Eagles
I Mainz Golden Eagles sono una squadra di football americano, di Magonza, in Germania. Fanno parte della polisportiva TSV Schott Mainz

## Storia
La squadra è stata fondata nel 1982 e dal 2009 ha una sezione femminile, che ha giocato - senza vincerlo - il Ladiesbowl nel 2016 e nel 2017.

## Dettaglio stagioni

### Tornei nazionali

#### Campionato

##### Bundesliga
| Stagione | regular season | regular season | regular season | regular season | regular season | regular season | playoff | playoff | playoff | playoff | playoff | playoff   | playoff           |
|          | Vin            | Par            | Per            | Tot            | PF             | PS             | Vin     | Per     | Tot     | PF      | PS      | risultato | avversaria        |
| -------- | -------------- | -------------- | -------------- | -------------- | -------------- | -------------- | ------- | ------- | ------- | ------- | ------- | --------- | ----------------- |
| 1985     | 1              | 0              | 11             | 12             | 273            | 446            | -       | -       | -       | -       | -       | -         | -                 |
| 1986     | 4              | 1              | 5              | 10             | 204            | 210            | -       | -       | -       | -       | -       | -         | -                 |
| 1987     | 6              | 0              | 4              | 10             | 244            | 173            | 0       | 1       | 1       | 6       | 28      | Wild Card | Ansbach Grizzlies |
| 1988     | 3              | 0              | 7              | 10             | 42             | 310            | -       | -       | -       | -       | -       | -         | -                 |
| 1989     | 5              | 0              | 5              | 10             | 181            | 145            | -       | -       | -       | -       | -       | -         | -                 |
| 1990     | 5              | 0              | 7              | 12             | 180            | 247            | -       | -       | -       | -       | -       | -         | -                 |
| Totale   | 24             | 1              | 39             | 64             | 1124           | 1531           | 0       | 1       | 1       | 6       | 28      |           |                   |

Fonti: Enciclopedia del Football - A cura di Roberto Mezzetti

##### Damenbundesliga
| Stagione | regular season | regular season | regular season | regular season | regular season | regular season | playoff | playoff | playoff | playoff | playoff | playoff     | playoff             |
|          | Vin            | Par            | Per            | Tot            | PF             | PS             | Vin     | Per     | Tot     | PF      | PS      | risultato   | avversaria          |
| -------- | -------------- | -------------- | -------------- | -------------- | -------------- | -------------- | ------- | ------- | ------- | ------- | ------- | ----------- | ------------------- |
| 2012     | 1              | 1              | 6              | 8              | 114            | 202            | -       | -       | -       | -       | -       | -           | -                   |
| 2013     | 1              | 0              | 5              | 6              | 59             | 211            | -       | -       | -       | -       | -       | -           | -                   |
| 2016     | 3              | 0              | 3              | 6              | 121            | 131            | 1       | 1       | 2       | 54      | 51      | Ladies Bowl | Berlin Kobra Ladies |
| 2017     | 4              | 0              | 1              | 5              | 177            | 19             | 1       | 1       | 2       | 62      | 58      | Ladies Bowl | Berlin Kobra Ladies |
| 2018     | 0              | 0              | 6              | 6              | 0              | 120            | -       | -       | -       | -       | -       | -           | -                   |
| Totale   | 9              | 1              | 21             | 31             | 471            | 683            | 2       | 2       | 4       | 116     | 109     |             |                     |

Fonti: Enciclopedia del Football - A cura di Roberto Mezzetti

##### 2. Bundesliga
| Stagione | regular season | regular season | regular season | regular season | regular season | regular season | playoff | playoff | playoff | playoff | playoff | playoff   | playoff    |
|          | Vin            | Par            | Per            | Tot            | PF             | PS             | Vin     | Per     | Tot     | PF      | PS      | risultato | avversaria |
| -------- | -------------- | -------------- | -------------- | -------------- | -------------- | -------------- | ------- | ------- | ------- | ------- | ------- | --------- | ---------- |
| 1983     | 1              | 1              | 7              | 9              | 108            | 215            | -       | -       | -       | -       | -       | -         | -          |
| 1984     | 14             | 0              | 0              | 14             | 653            | 157            | -       | -       | -       | -       | -       | -         | -          |
| 2002     | 6              | 1              | 7              | 14             | 287            | 423            | -       | -       | -       | -       | -       | -         | -          |
| 2003     | 6              | 0              | 6              | 12             | 269            | 279            | -       | -       | -       | -       | -       | -         | -          |
| Totale   | 27             | 2              | 20             | 49             | 1317           | 1074           | -       | -       | -       | -       | -       |           |            |

Fonti: Enciclopedia del Football - A cura di Roberto Mezzetti

##### DBL2
| Stagione | regular season | regular season | regular season | regular season | regular season | regular season | playoff | playoff | playoff | playoff | playoff | playoff     | playoff                 |
|          | Vin            | Par            | Per            | Tot            | PF             | PS             | Vin     | Per     | Tot     | PF      | PS      | risultato   | avversaria              |
| -------- | -------------- | -------------- | -------------- | -------------- | -------------- | -------------- | ------- | ------- | ------- | ------- | ------- | ----------- | ----------------------- |
| 2009     | 4              | 0              | 2              | 6              | 162            | 77             | 2       | 0       | 2       | 68      | 27      | Campionesse | Salzgitter Black Widows |
| 2010     | 5              | 0              | 1              | 6              | 176            | 38             | 1       | 1       | 2       | 20      | 52      | Finale      | Bochum Miners           |
| 2011     | 5              | 0              | 1              | 6              | 155            | 64             | 2       | 0       | 2       | 44      | 7       | Campionesse | Bochum Miners           |
| 2014     | 1              | 1              | 2              | 4              | 114            | 116            | -       | -       | -       | -       | -       | -           | -                       |
| 2015     | 4              | 0              | 0              | 4              | 148            | 46             | 2       | 0       | 2       | 78      | 18      | Campionesse | München Rangers         |
| Totale   | 19             | 1              | 6              | 26             | 755            | 341            | 7       | 1       | 8       | 210     | 104     |             |                         |

Fonti: Enciclopedia del Football - A cura di Roberto Mezzetti

##### Regionalliga
| Stagione | regular season | regular season | regular season | regular season | regular season | regular season | playoff | playoff | playoff | playoff | playoff | playoff    | playoff                |
|          | Vin            | Par            | Per            | Tot            | PF             | PS             | Vin     | Per     | Tot     | PF      | PS      | risultato  | avversaria             |
| -------- | -------------- | -------------- | -------------- | -------------- | -------------- | -------------- | ------- | ------- | ------- | ------- | ------- | ---------- | ---------------------- |
| 1993     | 5              | 0              | 5              | 10             | 105            | 158            | -       | -       | -       | -       | -       | -          | -                      |
| 1994     | 0              | 1              | 6              | 7              | 80             | 154            | -       | -       | -       | -       | -       | -          | -                      |
| 1998     | 8              | 0              | 4              | 12             | 283            | 234            | -       | -       | -       | -       | -       | -          | -                      |
| 1999     | 7              | 0              | 3              | 10             | 241            | 103            | 0       | 1       | 1       | 24      | 31      | Semifinale | Rottenburg Red Knights |
| 2000     | 8              | 0              | 2              | 10             | 206            | 140            | 1       | 1       | 2       | 44      | 49      | Finale     | Rottenburg Red Knights |
| 2001     | 8              | 0              | 2              | 10             | 374            | 104            | -       | -       | -       | -       | -       | Promossi   | -                      |
| 2008     | 1              | 0              | 11             | 12             | 109            | 315            | -       | -       | -       | -       | -       | -          | -                      |
| 2009     | 2              | 0              | 8              | 10             | 152            | 240            | -       | -       | -       | -       | -       | -          | -                      |
| 2011     | 3              | 0              | 7              | 10             | 123            | 203            | -       | -       | -       | -       | -       | -          | -                      |
| 2016     | 2              | 0              | 8              | 10             | 141            | 280            | -       | -       | -       | -       | -       | -          | -                      |
| 2017     | 6              | 0              | 4              | 10             | 267            | 215            | -       | -       | -       | -       | -       | -          | -                      |
| 2018     | 5              | 0              | 3              | 8              | 172            | 140            | -       | -       | -       | -       | -       | -          | -                      |
| 2019     | 4              | 0              | 5              | 9              | 192            | 168            | -       | -       | -       | -       | -       | -          | -                      |
| Totale   | 59             | 1              | 68             | 128            | 2447           | 2454           | 1       | 2       | 3       | 68      | 80      |            |                        |

Fonti: Enciclopedia del Football - A cura di Roberto Mezzetti

##### Oberliga
| Stagione | regular season | regular season | regular season | regular season | regular season | regular season | playoff | playoff | playoff | playoff | playoff | playoff      | playoff                    |
|          | Vin            | Par            | Per            | Tot            | PF             | PS             | Vin     | Per     | Tot     | PF      | PS      | risultato    | avversaria                 |
| -------- | -------------- | -------------- | -------------- | -------------- | -------------- | -------------- | ------- | ------- | ------- | ------- | ------- | ------------ | -------------------------- |
| 1991     | 5              | 0              | 1              | 6              | 274            | 120            | 1       | 1       | 2       | 41      | 50      | Non promossi | Dillingen Steelhawks       |
| 1992     | 1              | 0              | 3              | 4              | 62             | 89             | -       | -       | -       | -       | -       | -            | -                          |
| 1996     | 1              | 1              | 11             | 13             | 141            | 291            | -       | -       | -       | -       | -       | -            | -                          |
| 1997     | 8              | 0              | 0              | 8              | 228            | 47             | 2       | 0       | 2       | 79      | 14      | Campioni     | Montabaur Fighting Farmers |
| 2005     | 2              | 0              | 6              | 8              | 124            | 212            | -       | -       | -       | -       | -       | -            | -                          |
| 2006     | 5              | 0              | 4              | 9              | 152            | 124            | -       | -       | -       | -       | -       | -            | -                          |
| 2007     | 7              | 0              | 1              | 8              | 295            | 24             | 1       | 0       | 1       | 41      | 13      | Campioni     | Nauheim Wild Boys          |
| 2010     | 10             | 0              | 2              | 12             | 290            | 84             | -       | -       | -       | -       | -       | -            | -                          |
| 2012     | 3              | 0              | 5              | 8              | 104            | 162            | -       | -       | -       | -       | -       | -            | -                          |
| 2013     | 5              | 0              | 7              | 12             | 200            | 257            | -       | -       | -       | -       | -       | -            | -                          |
| 2014     | 6              | 1              | 3              | 10             | 270            | 233            | -       | -       | -       | -       | -       | -            | -                          |
| 2015     | 10             | 0              | 0              | 10             | 369            | 44             | -       | -       | -       | -       | -       | -            | -                          |
| Totale   | 63             | 2              | 43             | 108            | 2509           | 1687           | 4       | 1       | 5       | 161     | 77      |              |                            |

Fonti: Enciclopedia del Football - A cura di Roberto Mezzetti

##### Verbandsliga
| Stagione | regular season | regular season | regular season | regular season | regular season | regular season | playoff | playoff | playoff | playoff | playoff | playoff   | playoff    |
|          | Vin            | Par            | Per            | Tot            | PF             | PS             | Vin     | Per     | Tot     | PF      | PS      | risultato | avversaria |
| -------- | -------------- | -------------- | -------------- | -------------- | -------------- | -------------- | ------- | ------- | ------- | ------- | ------- | --------- | ---------- |
| 1995     | 4              | 0              | 4              | 8              | 146            | 156            | -       | -       | -       | -       | -       | -         | -          |
| Totale   | 4              | 0              | 4              | 8              | 146            | 156            | -       | -       | -       | -       | -       |           |            |

Fonti: Enciclopedia del Football - A cura di Roberto Mezzetti